# Davy Brouwers
Davy Brouwers (Waterschei, 3 februari 1988) is een Belgisch voetballer die als rechtsbuiten voor Patro Eisden Maasmechelen speelt.
Davy begon zijn carrière bij Patro Maasmechelen, maar toen deze gedwongen degradeerde naar Vierde Klasse door het faillissement stapte hij over naar KBHZ. Maar ook deze club ging failliet. Echter, Brouwers had al een contract versierd bij KRC Genk. Na één jaar KRC Genk kwam hij bij Lommel United terecht waar hij in het seizoen 2009/10 een sterk seizoen speelde met 13 goals uit 35 wedstrijden. In juni 2012 tekende hij voor twee seizoenen bij Helmond Sport. Op 5 augustus 2014 tekende hij een contract voor één seizoen bij MVV Maastricht. Op 12 mei 2015 raakte bekend dat hij de overstap maakte naar KSV Roeselare. Hier tekende hij een contract voor één seizoen, met de optie voor een bijkomend seizoen.

## Statistieken
| seizoen | club                       | land      | competitie             | wed. | goals |
| ------- | -------------------------- | --------- | ---------------------- | ---- | ----- |
| 2004/05 | Patro Maasmechelen         | België    | Tweede Klasse          | 12   | 0     |
| 2005/06 | KBHZ                       | België    | Tweede Klasse          | 7    | 0     |
| 2006/07 | KRC Genk                   | België    | Eerste Klasse reserve  | -    | -     |
| 2007/08 | KVSK United                | België    | Tweede klasse          | 15   | 2     |
| 2008/09 | KVSK United                | België    | Tweede klasse          | 37   | 8     |
| 2009/10 | KVSK United                | België    | Tweede klasse          | 41   | 14    |
| 2010/11 | KVSK United                | België    | Tweede klasse          | 26   | 6     |
| 2011/12 | KVSK United                | België    | Tweede klasse          | 34   | 13    |
| 2012/13 | Helmond Sport              | Nederland | Eerste divisie         | 32   | 8     |
| 2013/14 | Helmond Sport              | Nederland | Eerste divisie         | 37   | 14    |
| 2014/15 | MVV Maastricht             | Nederland | Eerste divisie         | 36   | 15    |
| 2015/16 | KSV Roeselare              | België    | Tweede klasse          | 33   | 14    |
| 2016/17 | KSV Roeselare              | België    | Eerste klasse B        | 27   | 6     |
| 2017/18 | KSV Roeselare              | België    | Eerste klasse B        | 24   | 4     |
| 2018/19 | KVV Thes Sport Tessenderlo | België    | Eerste klasse amateurs | 20   | 1     |
| 2019/20 | →Patro Eisden Maasmechelen | België    | Eerste klasse amateurs | 24   | 8     |
| 2020/21 | Patro Eisden Maasmechelen  | België    | Eerste klasse amateurs |      |       |
| Totaal  | Totaal                     | Totaal    | Totaal                 | 405  | 113   |